# マルティン・パダル
マルティン・パダル（ラテン語: Martin Padar、1979年4月1日 - ）はエストニアの柔道家。

## 概要
欧州選手権など国際大会で合計26個ものメダルを持つ100kg超級の強豪。しかし金メダルを獲得することは少なく、また世界選手権には二度出場しているがメダルは獲得していない。